# Anteos
Anteos is een geslacht van vlinders uit de familie van de witjes (Pieridae).
De naam Anteos werd in 1819 gegeven door Hübner.

## Soorten
- Anteos clorinde (Godart, 1824)
- Anteos maerula (Fabricius, 1775)
- Anteos menippe (Hübner, 1818)